# Акатэко
Акатэко (яп. 赤手児, «Дитя с красными руками») — ёкай в японском фольклоре. Родом из города Хатинохе префектуры Аомори. Он описывается как красная рука маленького ребенка, свисающая с дерева. Кроме того рука сопровождается призраком молодой женщины находящейся у основания дерева, чья красота вводит ничего не подозревающего прохожего в состояние транса или лихорадки.